# Нічний птах
«Нічний птах» (англ. The Bird of Night) — роман британської письменниці Сюзен Гілл, написаний у 1972 році.

## Сюжет
Френсіс Крофт був великим поетом, але страждав від нападів божевілля. Його товариш Гарві Лоусон намагався захистити його протягом 20 років, разом вони провели час у Венеції, а потім Френсіс поїхав до Америки. Після повернення його стан погіршився, що призвело до самогубства. Після цього Гарві спалив усі свої папери, щоб відгородитися від допитливого світу.

## Нагороди
У 1972 році книга отримала премію Вітбреда та увійшла до короткого списку Букерівської премії.
Сюзен Гілл прокоментувала у 2006 році: «Мій роман увійшов до короткого списку Букерівської премії та здобув премію Вітбреда за художню літературу. Це була книга, яку я ніколи не оцінювала. Я не думаю, що вона працює, хоча в ній є кілька хороших речей. Я не вірю ні в персонажів, ні в історію».